# Jol Chewal
Jol Chewal är en ort i Mexiko.   Den ligger i kommunen Chilón och delstaten Chiapas, i den sydöstra delen av landet, 800 km öster om huvudstaden Mexico City. Jol Chewal ligger 1 201 meter över havet och antalet invånare är 188.
Terrängen runt Jol Chewal är kuperad. Runt Jol Chewal är det glesbefolkat, med 16 invånare per kvadratkilometer. Närmaste större samhälle är Yajalón, 17,4 km norr om Jol Chewal. I omgivningarna runt Jol Chewal växer i huvudsak städsegrön lövskog.